# Куршенай
Курше́най (Куршаны; лит. Kuršėnai) — город на севере Литвы, в Шяуляйском районе.

## География
Расположен по берегам реки Вента (лит. Venta) в 22 км от Шяуляй на шоссе Шяуляй — Паланга и Шяуляй — Мажейкяй. Через город проходят две железнодорожные линии Шяуляй — Кретинга и Шяуляй — Мажейкяй; один из немногих в Литве городов, в которых имеется две станции и два железнодорожных вокзала.

## Экономика
Сахарный комбинат, комбинат стройматериалов, ремонтно-механический и маслосыродельный заводы.

## Население
| 2001    | 2002    | 2003    | 2004    | 2005    | 2006    | 2007    | 2008    | 2009    |
| ------- | ------- | ------- | ------- | ------- | ------- | ------- | ------- | ------- |
| 14 186  | ↘14 121 | ↘13 984 | ↘13 808 | ↘13 668 | ↘13 473 | ↘13 296 | ↘13 160 | ↘13 075 |
| 2010    | 2011    | 2012    | 2013    | 2014    | 2015    | 2016    | 2017    | 2018    |
| ↘12 749 | ↘12 049 | ↘11 691 | ↘11 534 | ↘11 409 | ↘11 256 | ↘11 230 | ↘11 116 | ↘10 916 |
| 2019    | 2020    | 2021    | 2022    | 2022    | 2023    |         |         |         |
| ↘10 899 | ↘10 831 | ↗10 916 | ↘10 804 | ↘10 000 | ↗10 651 |         |         |         |

В 1897 население составило 3, 189. В 1970 насчитывалось 11 тыс. жителей, в 1990 — 14, 9 тыс. жителей, в настоящее время 13 854 (2005).

## Видные уроженцы
- Каган, Дональд — американский историк-античник.
- Казимира Кимантайте — актриса театра и кино, театральный режиссёр.
- Раштикис, Стасис — генерал.
- Реймерис, Вацис — поэт.
- Кубови, Арье — основатель и генеральный секретарь Всемирного еврейского конгресса, директор мемориального комплекса «Яд ва-Шем»[5].

## История
Первые упоминания в письменных источниках относится к XVI веку. Первый деревянный костёл построен в 1523, каменный — в 1824 (разрушен во время Первой мировой войны). Нынешний сооружён в 1927—1933 годах.
Росту посёлка способствовало проведение Либаво-Роменской железной дороги.
Город с 1947; до 1962 года был районным центром.
После Второй мировой войны учителем в Куршенай работал поэт Стасис Англицкис. В Куршенай провёл последние годы жизни литовский писатель просветитель Лауринас Ивинскис. В 1960 на главной площади города открыт памятник Ивинскису.

### Название
Полагают, что название первоначально обозначало поселение куршей.

### Герб
Исторически Куршенай не имел герба. Эталон его разработал художник Юозас Галкус. Герб утверждён президентом Литвы 24 октября 1994 и изображает пять золотых звёзд на синем небесном фоне (что должно напоминать календари Лауринаса Ивинскиса) и красный кувшин на белом, говорящий о традициях ремесленников.